# Mohita Sahdev
Mohita Sahdev (* 5. Februar 1988) ist eine indische Badmintonspielerin. 

## Karriere
Mohita Sahdev siegte bei den Bahrain International 2012 im Mixed mit Tanveer Gill. Bei den Bahrain International 2010, den Uganda International 2011 und den Bangladesh International 2013 belegte sie Rang zwei, bei den India International 2014 Rang drei.